# Beniamin (Armenia)
Beniamin – wieś w Armenii, w prowincji Szirak. W 2011 roku liczyła 724 mieszkańców.